# Limnoria uncapedis
Limnoria uncapedis är en kräftdjursart som beskrevs av Isabel Clifton Cookson 1991. Limnoria uncapedis ingår i släktet Limnoria och familjen borrgråsuggor. Inga underarter finns listade i Catalogue of Life.